# Alchemilla glabra
Alchemilla glabra là loài thực vật có hoa trong họ Hoa hồng. Loài này được Neygenf. mô tả khoa học đầu tiên năm 1821.

## Hình ảnh

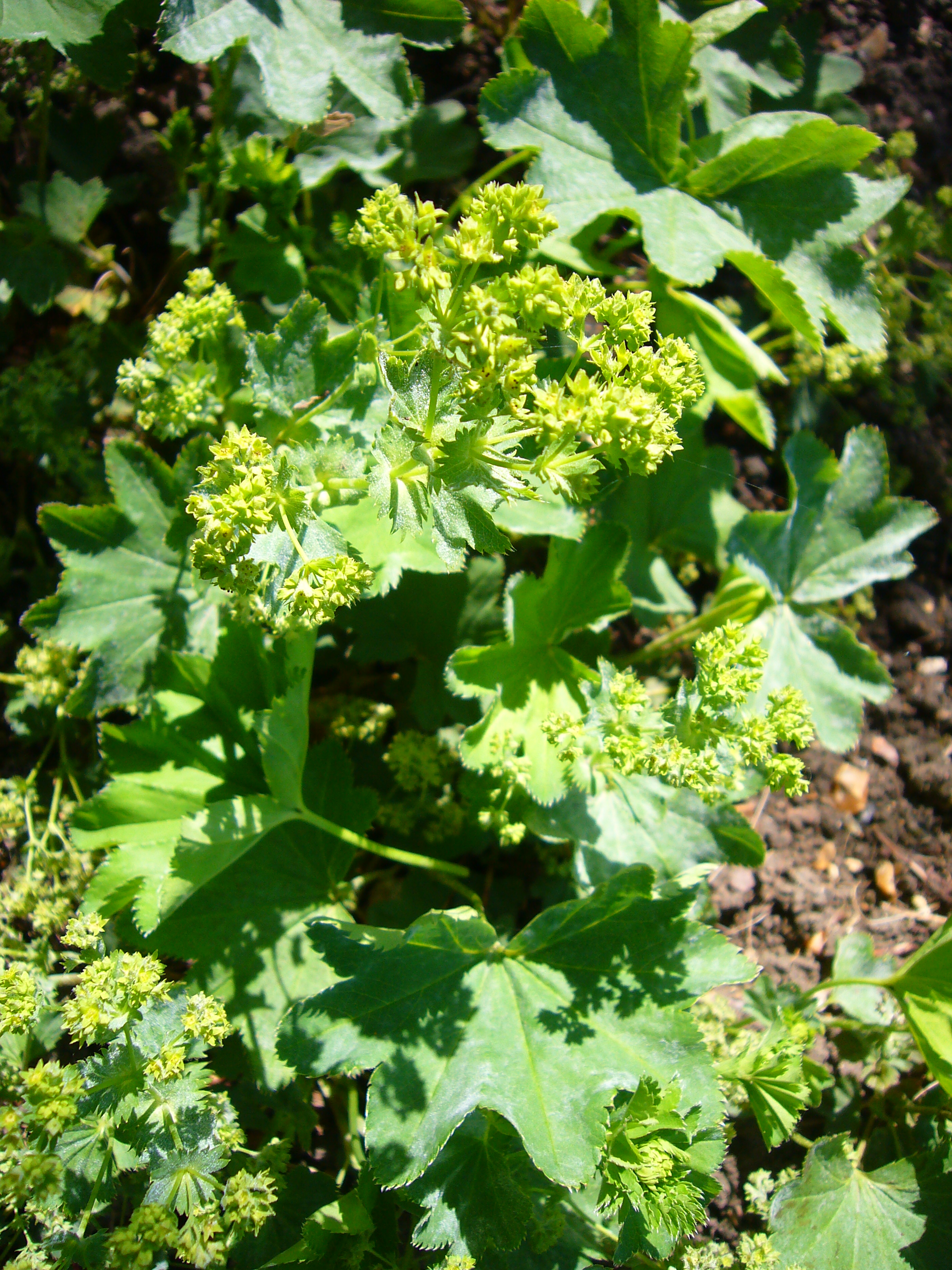
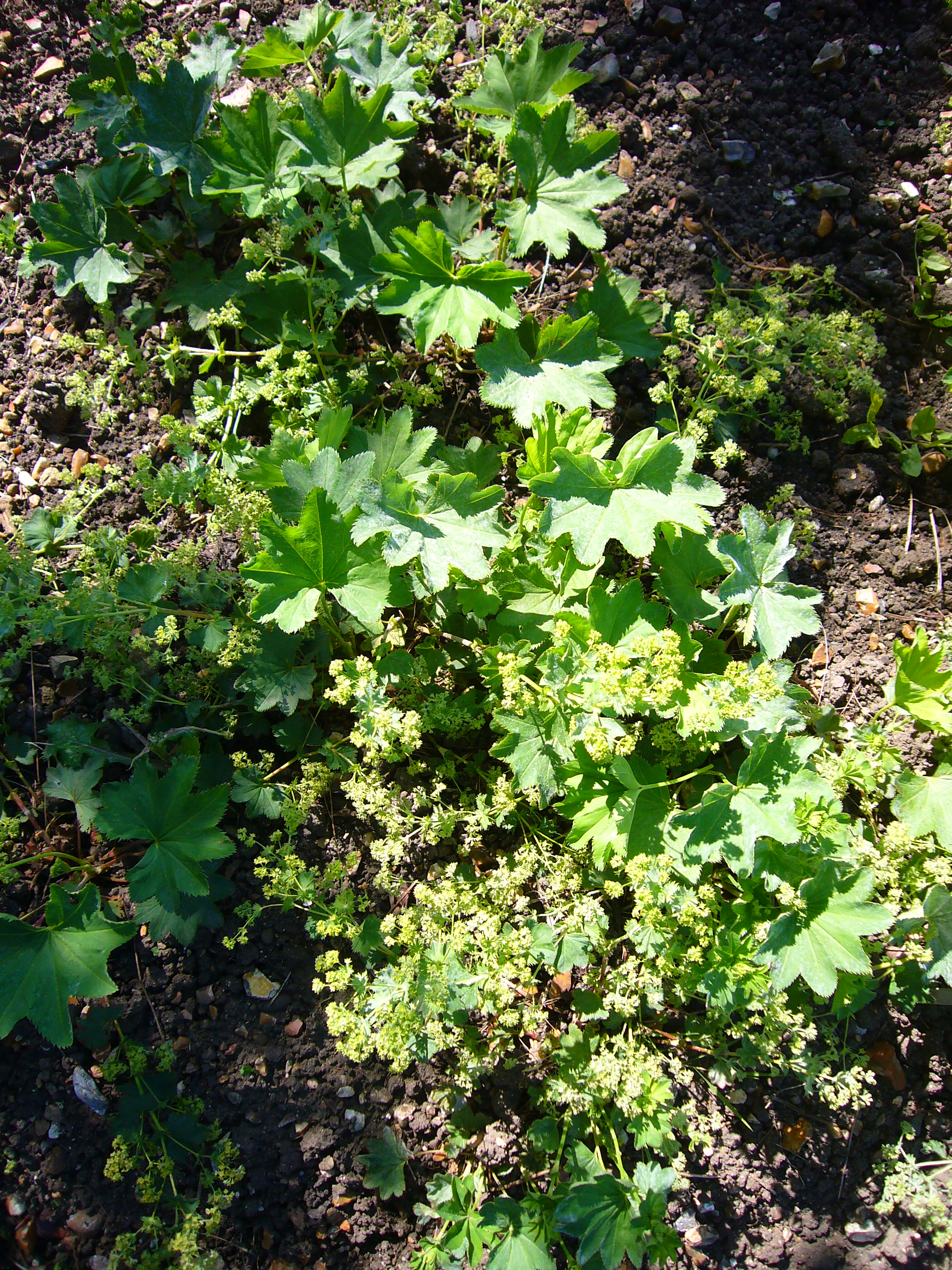
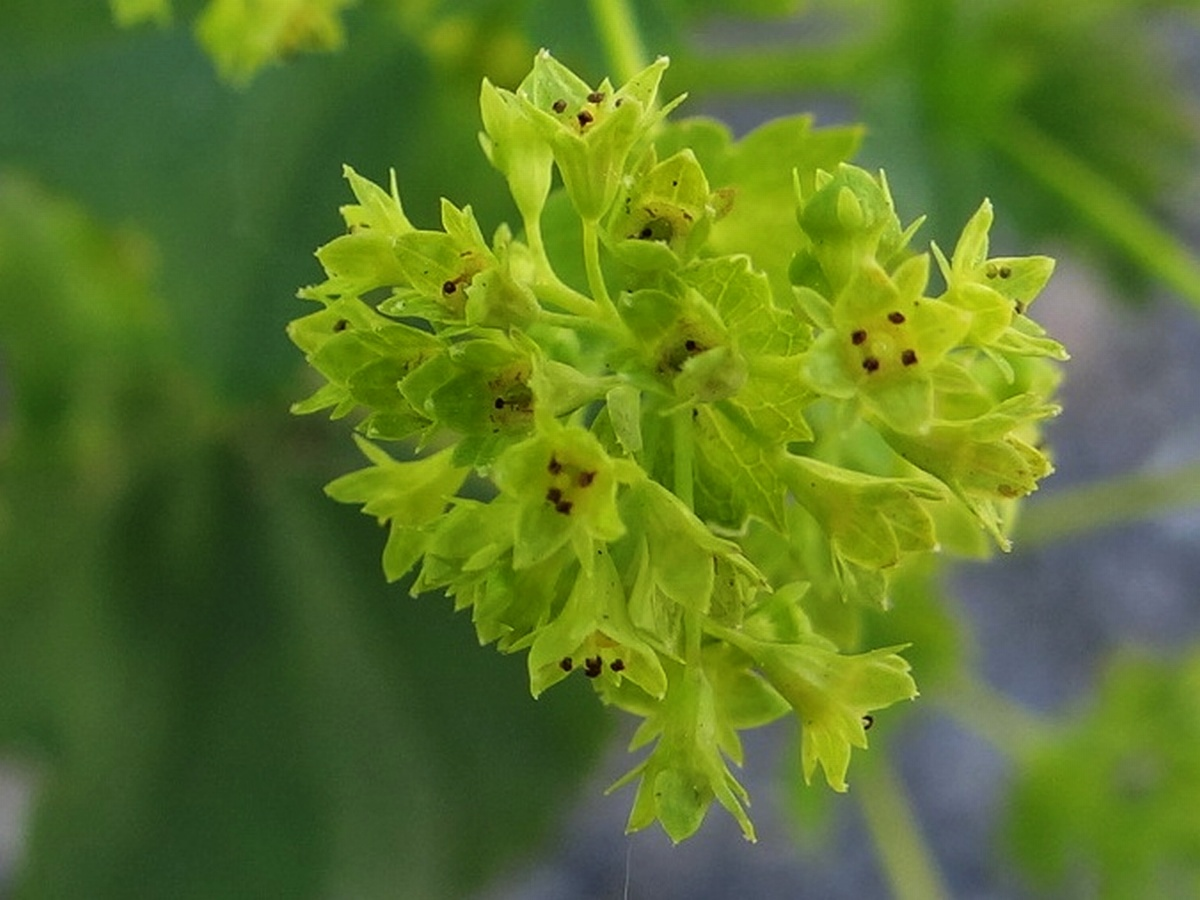
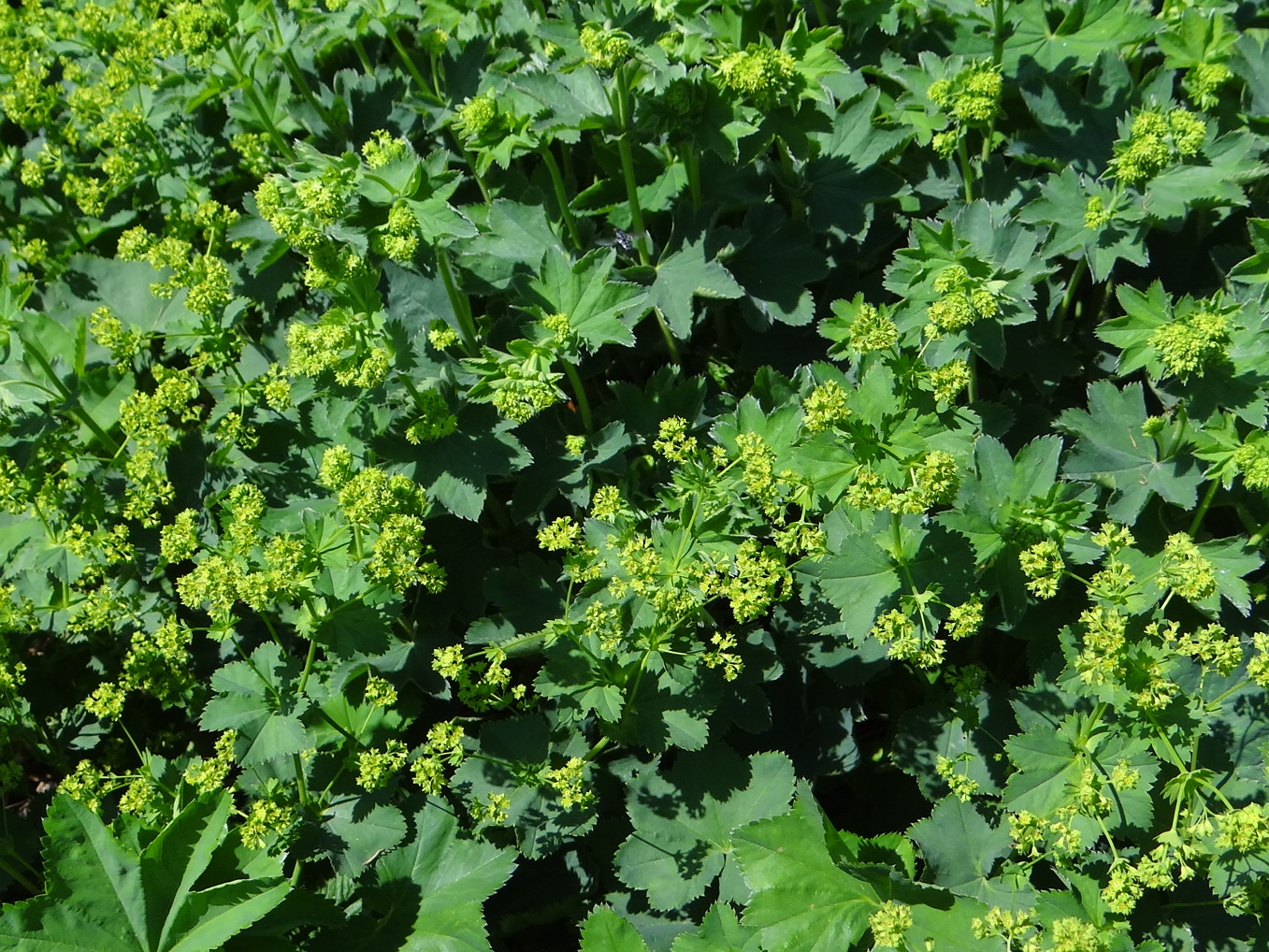